# Perro Aguayo
Pedro Aguayo Damian (ur. 18 stycznia 1946 w Nochistlán, zm. 3 lipca 2019) – meksykański wrestler. 

## Kariera
Aguayo rozpoczynał karierę w federacji Mexica. Zdobył tam m.in. pasy tag teamów, pasy wagi ciężkiej, pasy Jalisco. Po sukcesach przeniósł się do AAA, najważniejszej federacji meksykańskiej. Tam zdobył pasy wagi ciężkiej, po czym udał się do USA.

### WWFiNWA
W federacji NWA Aguayo trzykrotnie zdobył pas Middleweight. Następnie trafił do WWF. W największej federacji Stanów Zjednoczonych aż sześć razy zdobył pas WWF Light Heavyweight Championship, a także pas WWF Intercontinental Tag Team Championship (wspólnie z Gran Hamada). Po kilku latach zdecydował się również na starty w UWF. Był tam m.in. mistrzem wagi ciężkiej i junior ciężkiej. Walczył również w World Wrestling Allstars (WWA), gdzie trzy razy był mistrzem wagi ciężkiej, w Los Angeles – wagi junior ciężkiej, w WWC – wagi junior ciężkiej. Wkrótce potem powrócił do Meksyku i zakończył karierę wrestlera. W 1996 roku WON dodało go do grona Hall of Fame. 
Finisherem Perro Aguayo był La Lanza.

## Tytuły
- WWF: 6x WWF Light Heavyweight Championship, WWF Intercontinental Tag Team Championship
- National Wrestling Alliance
- NWA: 3x NWA Middleweight Championship
- Mexica: Mexica National Middleweight Championship, Mexican National Heavyweight Championship, 2x Mexican National Tag Team Championship, Jalisco Lightweight Championship, Jalisco Welterweight Championship, Jalisco Middleweight Championship, Occidente Middleweight Championship.
- UWA: UWA Heavyweight Championship, UWA Light Heavyweight Championship, UWA Tag Team Championship, 2x UWA Junior Light Heavyweight Championship
- WWA: 3x WWA World Heavyweight Championship, WWA Light Heavyweight Championship
- Los Angeles: LA Light Heavyweight Championship
- IWC: IWC Heavyweight Championship

### Nagrody
- WON-Hall of Fame (1996)
- Wrestling Observer - Best Babyface (1995)

### Tag teamy
- WWF/UWA: Gran Hamada
- Mexica: Perro Aguayo Jr., Joe Polardi, Ringo Mendoza i Villano III